# Anna Pagès
Anna Pagès Santacana (Barcelona, 25 de julio de 1960) es una filósofa, escritora e investigadora en teoría de la educación, especialmente conocida por su libro Cenar con Diotima: Filosofía y feminidad (2018) sobre el papel de las mujeres en el mundo filosófico. Desde 2017 es colaboradora en las páginas de opinión de los diarios La Vanguardia y El Periódico.

## Trayectoria
Estudió en los años setenta en el Instituto Técnico Eulàlia, una escuela fundada en 1925 en el barrio barcelonés de Sarriá caracterizada históricamente por la enseñanza mixta y la laicidad combinada con una formación religiosa comprensiva y la defensa del catalanismo. Se licenció en Filosofía y Letras y es doctora en Ciencias de la Educación por la Universidad Autónoma de Barcelona donde también ha sido profesora de Filosofía y Teoría de la Educación.
También ha dado clases en la Universidad Abierta de Cataluña donde ha dirigido el programa de psicopedagogía y la Universidad Ramon Llull donde ha sido vicedecana de investigación y relaciones institucionales en la Facultad de Psicología, Ciencias de la Educación y del Deporte. En la actualidad es profesora titular en la Facultad de Psicología y Pedagogía Blanquerna de la Universidad Ramon Llull. Es miembro del Grupo de Investigación en Pedagogía Social y Tecnologías de la Información y la Comunicación (PSITIC) y del Grupo Cátedra Ramon Llull "Antropología y Pedagogía".
Especialista en teoría de la educación y transmisión del conocimiento, considera que el papel de la filosofía, literatura y lenguas, las humanidades, son prioritarias para la transmisión del conocimiento. Cuestiona el Informe PISA porque no tienen en cuenta el contexto cultural y no se puede estandarizar la educación en todo el mundo.
Autora de numerosos artículos sobre hermenéutica filosófica y transmisión cultural. Actualmente colabora con diarios como La Vanguardia y El Periódico, también escribe para el blog filosofía & co. Entre los libros de filosofía publicados se encuentra Al filo del pasado: Filosofía hermenéutica y transmisión cultural (2006), Sobre el olvido (2012) sobre el recuerdo y sus contradicciones, enlazando a autores como Freud o Gadamer con su propio pensamiento, pero también con literatos como Jorge Semprún o Thomas Mann. y Cenar con Diotima: Filosofía y feminidad (2018).
En 2015 con Sobre el olvido, participó en la campaña Autores y autos ¡Arráncate a leer…y piensa!  enmarcada en el proyecto de «Los libros, a las fábricas» organizado por la Fundación Anastasio de Gracia.

## Cenar con Diotima
En la obra Cenar con Diotima: Filosofía y feminidad (2018) Pagès se basa en la obra El banquete de Platón para dar vida a la filósofa griega Diotima, invocada por Sócrates para hablar del amor y sus misterios. 
La figura de Diotima en el Banquete de Platón es algo excepcional en un mundo filosófico de hombres y para hombres. Sócrates presta su voz a Diotima para hacer que los hombres filósofos, parapetados en su autismo autoreferencial, puedan escuchar qué tiene que decir sobre el amo, señala el periodista y crítico cultural Félix Riera quien considera que Anna Pagès es una de las filósofas "más interesantes del actual panorama cultural".
"Con el tiempo, la Filosofía feminista recuperará la figura de Diotima como una metáfora para recordar que mujeres y sabiduría no están reñidas. Las mujeres pueden pensar más allá de la metafísica cerrada y sistemática: consiguen dar un giro al discurso filosófico e impugnar la pretendida totalidad a la que aspira" señala Pagès. Pagès señala sobre el libro que "no intenta discernir el mito de la feminidad. Más bien trata de deconstruir la feminidad como mito".
El libro se organiza en diez capítulos que abordan cuestiones relacionadas con la filosofía y su relación con la feminidad y con la presencia de las mujeres en el mundo del pensamiento. Los capítulos pueden ser leídos de manera independiente. En todos ellos se abordan distintas cuestiones relacionadas con la filosofía y su relación con la feminidad y con la presencia de las mujeres en el mundo del pensamiento. 

## Obras
- Pagès, A. Darnell i Vianya, Mercè; Pàges, Anna; Planella, Jordi; Tedesco, Juan Carlos; Gluz, Nora (2005). Antropologia de l'educació (en catalán). Barcelona: Editorial UOC. ISBN 978-84-692-4629-0.
- Pagés, A. (2006). Al filo del pasado: Filosofía hermenéutica y transmisión cultural. Herder. ISBN 9788425424595.
- Planella, Jordi; Pagès, Anna. Antropología pedagógica. ISBN 978-84-692-4629-0.
- Pagés, A. (2012). Sobre el olvido. Herder. ISBN 9788425430756.
- Pagés, A. (2018). Cenar con Diotima: Filosofía y feminidad. Herder. ISBN 9788425440649.
- Filosofar: ¿Cómo "suena" hoy la filosofía catalana?. EDLibros. 2018. ISBN 9788409014286.
- “Las condiciones del pensar en el desamparo: notas hermenéuticas del Diario Filosófico de Hannah Arendt”, Ars Brevis, Anuario de la Cátedra Ramon Llull, 2007
- “L’étranger comme exception à l’universel éducatif”, Le Télémaque, Philosophie, Education, Societé, 2012, numéro 41, pp 47-59
- “L’enfance comme l’indicible de l’expérience éducative: une approche philosophique” en Répenser l’enfance? Paris: Editions Hermann, 2012, pp.275-285
- “Efectos de metáfora e Historia de la Educación”, en Foro de Educación, Vol. 15, Núm. 23 (2017)
- “Revisiting tradition: feminist perspectives in philosophy of education” PESGB Newsletter, 2017